# Bart Lemmen
Bart Lemmen (Utrecht, 14 ottobre 1995) è un ciclista su strada olandese, che corre per il Team Visma-Lease a Bike; è professionista dal 2022.

## Carriera
Diventa professionista nel 2022 con il VolkerWessels Cycling Team, vincendo in stagione una tappa alla Kreiz Breizh Elites; l'anno dopo è invece tra le file del ProTeam statunitense Human Powered Health.
Nel 2024 si trasferisce al WorldTeam olandese Visma-Lease a Bike; nello stesso anno partecipa al suo primo Grande Giro, il Tour de France, e al suo primo campionato del mondo Elite, a Zurigo, correndo la prova in linea.

## Palmarès
- 2022 (VolkerWessels Cycling Team, una vittoria)

4ª tappa Kreiz Breizh Elites (Guingamp > Rostrenen)

### Altri successi
- 2021 (WV West-Frisia)

Schwalbe TCM HLB van Daal Eurode Omloop
- 2022 (VolkerWessels Cycling Team)

Ton Dolmans Trofee

## Piazzamenti

### Grandi Giri
- Giro d'Italia

2025: 42º
- Tour de France

2024: 70º

### Classiche monumento
- Giro di Lombardia

2024: 93°

### Competizioni mondiali
- Campionati del mondo

Zurigo 2024 - In linea Elite: ritirato